# Židovská legie
Židovská legie byla židovská sionistická armádní jednotka složená z dobrovolníků, která bojovala po boku britské armády za vyhnání Osmanské říše z Palestiny. V březnu 1915 schválil v Egyptě Výbor palestinských uprchlíků usnesení, které mělo za cíl „vytvořit Židovskou legii a navrhnout Anglii její nasazení v Palestině.“ Vůbec první vytvořenou jednotkou byl Sionský sbor mezkařů (Zion Mule Corps), který byl v první světové válce nasazen v letech 1914 až 1916 na Gallipolském poloostrově při vylodění anglofrancouzských sil. Celkem existovalo pět praporů židovských dobrovolníků (s čísly 38 až 42).

## Známí členové Židovské legie
- David Ben Gurion – první izraelský premiér
- Jicchak Ben Cvi – druhý izraelský prezident
- Ja'akov Dori – první náčelník Generálního štábu Izraelských obranných sil
- Jacob Epstein – britský sochař
- Levi Eškol – třetí izraelský premiér
- Dov Hoz – vůdce dělnického sionismu a průkopník izraelského letectva
- Berl Kacnelson – představitel dělnického sionismu, novinář a politik
- Vladimír Žabotinský – vůdce revizionistického sionismu
- Nehemjáš Rabin – otec Jicchaka Rabina
- Edwin Herbert Samuel – syn Herberta Samuela
- Eleazar Sukenik – izraelský archeolog, otec Jigaela Jadina
- Josef Trumpeldor – židovský veterán rusko-japonské války

## Galerie

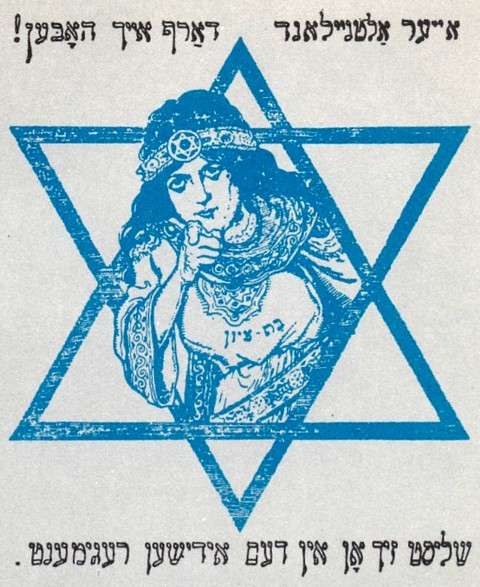
Náborový plakát Židovské legie